# Frank Hansen (aviron)
Pour les articles homonymes, voir Hansen.
Frank Hansen, né le 4 août 1945 à Oslo, est un rameur d'aviron norvégien.

## Carrière
Frank Hansen Hansen participe aux Jeux olympiques de 1976 à Montréal et remporte la médaille d'or avec son frère et coéquipier Alf Hansen, devant le deux de couple  britannique. Lors des Jeux olympiques d'été de 1972, il avait remporté la médaille d'argent en deux de couple avec Svein Thøgersen.